# Stade 24 Fevrier 1956
Het Stade 24 Fevrier 1956 (Arabisch: ملعب 24 فبراير 1956) is een multifunctioneel stadion in Sidi-bel-Abbès, een stad in Algerije.
Het stadion wordt vooral gebruikt voor voetbalwedstrijden, de voetbalclub USM Bel-Abbès maakt gebruik van dit stadion. Het stadion werd geopend in 1981. De openingswedstrijd in dit stadion was de finale van de Beker van Algerije. In die finale, op 19 juni, stond USM Alger tegenover ASM Oran en eindigde in 2–1.
In het stadion is plaats voor 45.000 toeschouwers.